# Umask
 في الحوسبة، umask هو أمر يحدد إعدادات القناع الذي يتحكم في كيفية تعيين أذونات الملفات للملفات التي تم إنشاؤها حديثًا. قد يؤثر أيضًا على كيفية تغيير أذونات الملف بشكل صريح. قد يشير umask أيضًا إلى وظيفة تقوم بتعيين القناع، أو قد تشير إلى القناع نفسه. القناع هو مجموعة من البتات، كل منها يقيد كيفية تعيين إذن للملفات التي تم إنشاؤها حديثا. يمكن تغيير البتات الموجودة في القناع عن طريق استدعاء أمر umask.
في الأنظمة المشابهة ليونكس، يحتوي كل ملف على مجموعة من السمات التي تتحكم في من يمكنه قراءتها أو كتابتها أو تنفيذها، تعطيك الصلاحيات الحق في تشغيل برامج أو أوامر، تصفح المجلدات لقراءة محتوياتها أو التعديل أو تنفيذها. عندما يقوم البرنامج بإنشاء ملف، يتم تقييد أذونات الملف بواسطة القناع. إذا كان القناع مضبوطًا على "1"، فسيتم تعطيل إذن الملف الأولي. اما اما إذا كانت القيمة في القناع على "0" فيعني أن الإذن سيتم تحديده بواسطة البرنامج ونظام الملفات. بمعنى آخر، يعمل القناع كمرشح للمرحلة الأخيرة يجرد الأذونات عند إنشاء ملف؛ كل بت تم تعيينه إلى "1" تجرد الإذن المقابل لها. قد يتم تغيير الأذونات لاحقًا بواسطة المستخدمين والبرامج التي تستخدم Chmod.

## أوامر
في Shell، يتم تعيين القناع باستخدام أمر umask. بناء جملة الأمر: 
```
umask
 
[
-S
 
]
 
[
maskExpression
]

```

 (العناصر داخل الأقواس اختيارية. )
| المشغل أو العامل | تأثير على القناع                                                     |
| ---------------- | -------------------------------------------------------------------- |
| +                | يتم تمكين الأذونات المحددة، كما لم يتم تغيير الأذونات.               |
| -                | يحظر تمكين الأذونات المحددة، ولا تتغير الأذونات التي لم يتم تحديدها. |
| =                | يتم تمكين الأذونات المحددة، ويحظر تمكين الأذونات غير المحددة.        |